# Bramley Vale
Bramley Vale – wieś w Anglii, w hrabstwie Derbyshire, w dystrykcie Bolsover. Leży 31 km na północ od miasta Derby i 203 km na północny zachód od Londynu.
Wieś ma korzenie górnicze, związane z kopalnią Glapwell, która działała od 1882 do 1974 roku. Bramley Vale znajduje się około 6,4 km na południe od Bolsover, w pobliżu węzła 29 autostrady M1. Przez wieś przebiega droga A617, zapewniająca dobre połączenia z Chesterfield, Mansfield i Nottingham.

## Edukacja
W Bramley Vale znajduje się szkoła podstawowa, która została otwarta 7 grudnia 1885 roku jako Doe Lea School. W 1965 roku zmieniono jej nazwę na Bramley Vale County Primary School. W 2024 roku rozpoczęto budowę nowego budynku szkoły, zastępującego obiekt z lat 30. XX wieku.

## Środowisko
W pobliżu wsi znajduje się rezerwat przyrody Doe Lea Local Nature Reserve, oferujący różnorodne siedliska dla ptaków i innych gatunków dzikiej przyrody.

## Gospodarka
W Bramley Vale mają siedzibę firmy takie jak Eve Trakway, specjalizująca się w tymczasowych systemach dostępu i zarządzaniu ruchem, oraz Coverworld, producent systemów okładzin stalowych. 

## Demografia
Według danych z 2021 roku, obszar obejmujący Bramley Vale zamieszkuje około 1 053 osób. 